# 三国会要 (钱仪吉)
《三国会要》，是中国清朝钱仪吉所寫的关于三国时期的历史著作。
钱仪吉所留的手稿未完，凡5册40卷，但其中部分门类的资料，较杨晨所撰的《三国会要》更为详尽精要。书中还包含了“魏都城图”、“吴都城图”等历史地图。1991年根据中国古籍整理出版十年规划，由上海古籍出版社整理出版。